# زیلت (مونیکیپالیتی)
زیلت (به آلمانی: Sylt) یک شهر در آلمان است که در نوردفرایسلند واقع شده‌است. زیلت ۱۵٬۴۲۶ نفر جمعیت دارد.